# Dieldrin
Dieldrin är en biocid som togs fram 1948 i USA som ett alternativ till DDT. Dieldrin har i sin tur visat sig hälsovådligt och ersatts av eulan WW, som också visat sig vådligt och blivit förbjudet i många länder, inklusive Sverige.
Environmental Protection Agency (EPA) i USA förbjöd användning av dieldrin inom jordbruket 1974; antitermitbehandling av trä stoppades frivilligt 1987.
I Frankrike förbjöds dieldrinanvändning 1972–10–02.

## Syntes
Hexakloorcyclopentadien (HCCP), C5Cl6 (som i sig är en biocid) och norbornadien, C7H8 kombineras i en Diels-Alderreaktion, som resulterar i biociden aldrin, som därefter epoxideras till dieldrin.

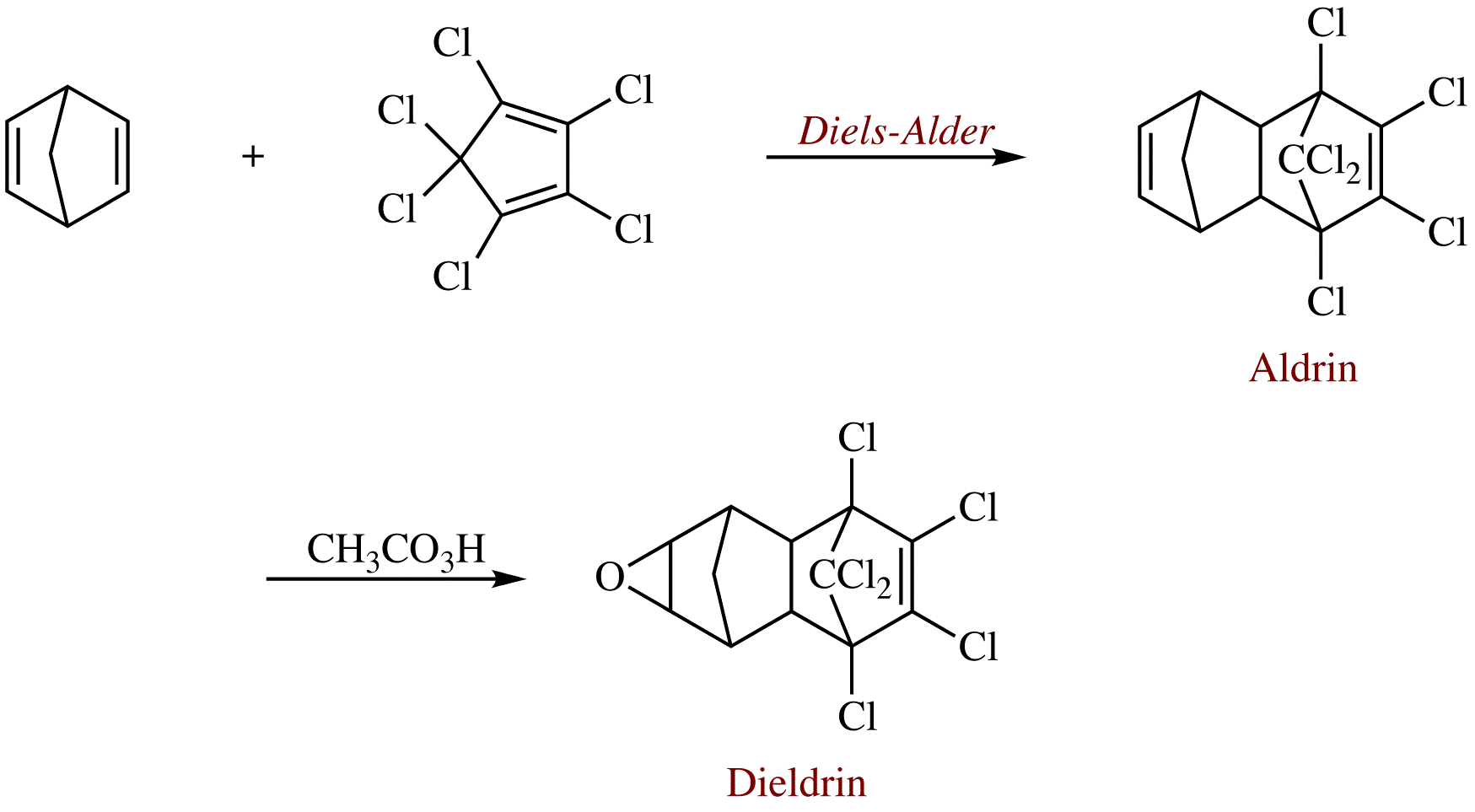
Syntes av dieldrin genom en Diels-Alderreaktion.

Det därvid framställda dieldrinet kan som förorering innehålla upp till 15 % sammanlagt av efter epoxideringen kvarvarande aldrin och aldrins stereoisomer endrin.

## Användning
Inom jordbruk har dieldrin använts för bekämpning av skadeinsekter.
I USA har man behandlat träbyggnader för bekämpning av termiter.Man har senare kommit fram till att det innebär en hälsorisk för personer som en längre tid vistas i sådana lokaler, enär luften kan vara förorenad av farlig gas emanerande från avdunstning av dieldrin i väggarna.
I Finland finns ett undantag från ett allmänt förbud, i det att dieldrin är tillåtet som termithindrande tillsats i ett lim, som används vid tillverkning av kryssfaner för export.

## Egenskaper och miljöfaror
Dieldrin är mycket giftigt och skadligt för vattenlevande djur, särskilt fisk. I näringskedjan kan dieldrin hamna även i fåglar.
Man har hittat dieldrin även i bröstmjölk. Placentan hos en gravid kvinna med dieldrin i kroppen stoppar inte dieldrin, varför detta kan infektera även fostret.
Pastörisering av mjölk hjälper inte mot dieldrin.
Dieldrins stereoisomer endrin är däremot ogiftig.
Aldrin i naturen omvandlas lätt till dieldrin, bl a vid solbelysning och av vissa bakterier. Aldrin som hamnat i blodomloppet hos djur, inklusive människor, hamnar så småningom i levern, där det omvandlas till dieldrin innan fortsatt nedbrytning.
Dieldrin binder hårt till jordpartiklar och är hydrofobt, och det är därför liten risk att det sipprar ner och förorenar grundvattnet. Det förflyktigas i stället genom avdunstning och fäster på dammpartiklar i luften, och kan därför spridas långt genom vinden. Man har konstaterat dieldrinförekomst i Arktis i många olika organismer.
Halveringstiden i åkermark är 5 år; ackumulerat i människokroppen — företrädesvis i fettvävnad — är 266 till 369 dygn. Nedbrytning sker främst genom levern.
Dieldrinförekomst i dricksvatten har undersökts i USA, varvid man i många fall, men inte alla, kunnat konstatera dieldrin i varierande halter. Delstatliga myndigheter där har utfärdat krav på högsta tillåtna mängd dieldrin i dricksvatten. Kraven varierar stort mellan staterna från 0,001 mg/l till 0,2 mg/l.

## Första hjälpvid dieldrin-olyckor

### Ögonen
Om möjligt avlägsna kontaktlinser. Skölj med rikligt vatten i 30 minuter. Utan dröjsmål transport till läkare.

### På huden
Avlägsna utsatta kläder såsom farligt avfall. Tvätta omedelbar utsatt kroppsdel med tvål och vatten. I andra hand, tänk på att tvättvattnet blir smutsat med dieldrin.

### Vid nedsväljning
Omedelbar transport till läkare. Om den skadade kan svälja, ge ett par glas vatten för utspädning av det nedsvalda. En smet av aktivt kol och vatten kan också ges. Initialisera inte kräkning, annat än under uppsikt av läkare. (Risk att det uppkräkta  kommer ner i andningsorganen.)

### Spill
Vid större mängder avspärra området och tillkalla kemisaneringsorgan.
Om en tank innehållande dieldrin befinner sig inom ett brandområde föreligger explosionsrisk, och säkerhetsavståndet är 800 m åt alla håll.

## Förstöring
Sanering av dieldrinavfall kan ske i särskilt inrättad brännugn under 0,5 sekunder i förkammaren vid 1 500 °C och sedan  1 sekund vid1 750 °C i slutkammaren. Vid förbränningen bildas bl a klorvätesyra.

## Hälsoeffekter
Eventuellt carcinogent vid långtidsexponering. 
Kort exponering av höga halter kan ge kramper och konvulsioner.
Lång exponering i låga doser kan ge huvudvärk, sömnighet, kräkning, spasmer, Parkinsons sjukdom, svettning.
Gränsvärdet för acceptabelt dieldrinbelastning hos människa anses vara 6 μg/60 kg.

## Etymologi
- Ordet dieldrin bygger på att ämnet framställs på det sätt som kallas Diels-Alderreaktionen
- HEOD är en apronym med syftning på att uppfinningen av dieldrin gjordes inom företaget J Hyman & Co, beläget i Denver, USA, varvid att märka är att & på latinskt vis uttalas et, alltså HymanEtCODenver.